# Kentucky Bend

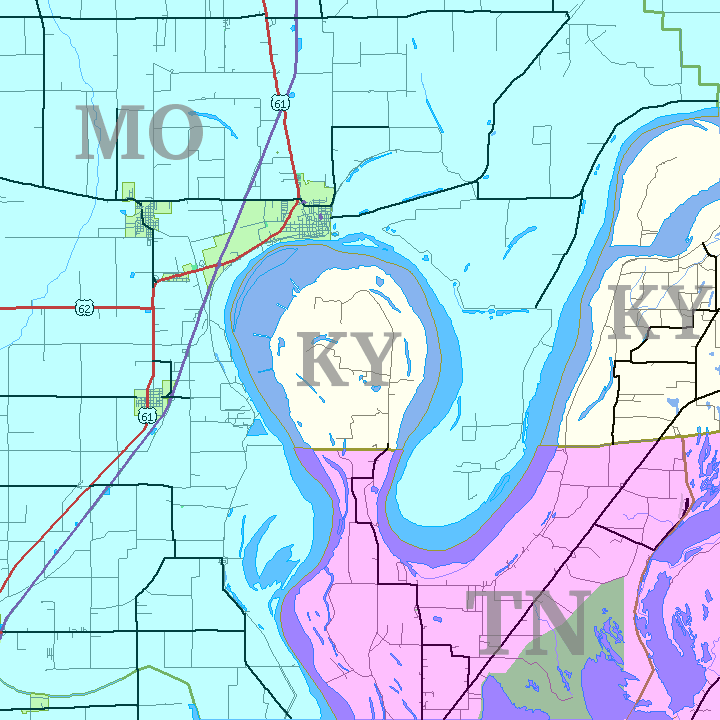
Kentucky Bend y área circundante
Misuri (MO)
Tennessee (TN)
Kentucky (KY)

Kentucky Bend (Recodo o Curva de Kentucky), también llamado New Madrid Bend, Madrid Bend, Bessie Bend o Bubbleland es un exclave del condado de Fulton, Kentucky, en los Estados Unidos. Son unas tierras situadas en el interior de un meandro del río Misisipi y está completamente rodeado por los estados de Tennessee y Misuri. Es el extremo sudoeste de Kentucky. De acuerdo con el censo de los Estados Unidos del 2000 la población era de 17 personas en esta área, oficialmente conocida por la Oficina del Censo de los Estados Unidos como Fulton County West Census County Division (División Censal Oeste del Condado de Fulton), una subdivisión del condado de Fulton. La «península» incluye el punto más bajo del estado de Kentucky, a las orillas del río Misisipi. La única carretera en el área es la Tennessee State Route 22.
Kentucky Bend cubre un área de tierra de 45,47 km², según la Oficina del Censo.

## Historia
El exclave se creó como consecuencia del cambio en el curso del río Misisipi después de los terremotos de Nuevo Madrid de 1811 y 1812. Los topógrafos que marcaron la frontera entre Kentucky y Tennessee habían señalado que su divisoria sería el río Misisipí; las revisiones posteriores, más detalladas, revelaron la división del recodo. La frontera occidental de Kentucky está establecida como el río Misisipi, así como la frontera Este de Misuri —de ahí la creación de una «muesca» en Kentucky, pero no en Tennessee—.
El estado de Tennessee impugnó la inclusión del Kentucky Bend en el estado de Kentucky, alegando que era legalmente parte del condado de Obion, hasta al menos 1848, pero Tennessee finalmente desistió de su reclamación.
Debido a su suelo muy fértil, Kentucky Bend fue una importante área de producción de algodón. El censo de 1870 estableció más de 300 residentes. En The West Tennessee Farm editado por Marvin Downing (Universidad de Tennessee en Martin Press, 1979), Norman L. Parks relata que en 1880 había una población de 303 habitantes, de los cuales 18 eran afroamericanos. Hacia 1900, había «gran número de negros (sic) en el Bend» para plantar y cosechar el algodón.
Esta zona del río Misisipi, justo al este de la llamada «Isla Número Diez» en torno a la ciudad de Nueva Madrid (Misuri), fue el lugar de una batalla de la guerra civil estadounidense del 28 de febrero al 8 de abril de 1862, la «Batalla de la Isla Número Diez».
La dirección postal del área es Tiptonville, Tennessee.
En el libro autobiográfico de Mark Twain, Vida en el Misisipi (1883), describe la larga enemistad de seis décadas entre las familias Darnell y Watson y otros elementos de la vida en el Bend. «En ninguna parte del Sur la vendetta floreció con más fuerza, o resistió durante más tiempo la guerra entre familias, que en esta particular región», escribió.  Twain continúa:

Ambas familias pertenecían a la misma iglesia ... Vivían a cada lado de la frontera, y la iglesia estaba en un embarcadero llamado Compromise.  La mitad de la iglesia y la mitad del pasillo estaba en Kentucky, la otra mitad en Tennessee. Los domingos vería a las familias conducir, todos con sus ropas de domingo, hombres, mujeres y niños, y enfilar el pasillo, y sentarse, tranquilos y ordenados, unos en el lado de Tennessee de la iglesia y otros en el lado de Kentucky; y los hombres y los muchachos apoyarían sus armas contra la pared, a mano, y luego todas las manos se unirían con el rezo y la alabanza; sin embargo ellos dicen que el hombre del otro lado del pasillo no se arrodilló, junto con el resto de la familia; forma de permanecer en pie de guardia.
Mark Twain, Vida en el Misisipi